# Арсенат железа(III)
Арсенат железа(III) — неорганическое соединение, 
соль железа и мышьяковой кислоты с формулой FeAsO4,
кристаллы,
не растворяется в воде,
образует кристаллогидраты.

## Получение
- В природе встречается минерал скородит — FeAsO4•2H2O, бледно-зелёные, серовато-зелёные, бурые кристаллы.

- Обменная реакция:

{\displaystyle {\mathsf {Fe(NO_{3})_{3}+Na_{2}HAsO_{4}+2H_{2}O\ {\xrightarrow {}}\ FeAsO_{4}\cdot 2H_{2}O\downarrow +2NaNO_{3}+HNO_{3}}}}

## Физические свойства
Арсенат железа(III) образует кристаллы.
Не растворяется в воде.
Образует кристаллогидраты состава FeAsO4•2H2O.
Кристаллогидрат FeAsO4•2H2O образует кристаллы
ромбической сингонии,
пространственная группа P bca,
параметры ячейки a = 0,998 нм, b = 1,026 нм, c = 0,888 нм.